# Isthmura bellii
El tlaconete moteado, ajolote de tierra, salamandra o tlaconete pinto (Isthmura bellii) es una especie de salamandra de la familia Plethodontidae (salamandras y tlaconetes) endémica de México. Los miembros de esta especie son robustos y con colores muy vívidos y reconocibles. Su coloración negra por lo general presenta dos manchas rojo-naranja en la región occipital y dos series a lo largo del dorso del tronco también rojo-naranja; una mancha algo invertida en forma de V en la región del cuello, cola marrón redondeada. Miden en promedio 93 mm pero alcanzan los 165 mm de longitud hocico-cloaca. Se distribuye principalmente a lo largo de los márgenes oeste y sur de la meseta mexicana, con numerosas poblaciones aisladas desde el área fronteriza del centro de Sonora y Chihuahua y desde el centro de Tamaulipas hasta las montañas del centro de Guerrero. Enciclovida reporta 18 estados para los cuales la literatura registra la presencia de la especie, a estos se suman las observaciones de Naturalista en cinco entidades más: Baja California, Chiapas, Nayarit, Oaxaca y Veracruz. Este tlaconete no solo es la salamandra pletodóntida con el mayor rango de distribución, sino que vive en las elevaciones más amplias del mundo, desde 750 a 3,300 m s. n. m. Por ello, ocupa gran variedad de hábitats incluidos bosques tropicales semicaducos (plantaciones de café y pantanos), bosques de niebla, desde bosques de Pino y Quercus hasta bosques de abetos en elevaciones altas, en áreas de pastoreo, jardines rurales y muy cerca de áreas urbanizadas y altamente perturbadas.
A pesar de su rango amplio de distribución, aparentemente este tlaconete mantiene un tamaño limitado de sus poblaciones Anteriormente era común verlo en numerosas localidades pero se ha vuelto cada vez más raro, desapareciendo de muchos lugares donde se conocía. Tala, urbanización y extracción de madera, podrían explicar el declive de sus poblaciones, así como la infección por el hongo Batrachochytrium dendrobatidis. Se distribuye en algunas Áreas Naturales Protegidas del país, lo que permite que sus poblaciones se mantengan. Sin embargo, son más las presiones y amenazas sobre esta especie las que están afectando gravemente a sus poblaciones en todo su rango de distribución. En México la NOM-059-SEMARNAT-2010 la considera como especie Amenazada y la UICN 2019-1 como Vulnerable. Son necesarios estudios complementarios sobre su conducta y reproducción, así como estudios sobre su tamaño poblacional, estado de riesgo e importancia biológica, económica y cultural.